# همه احمق هستند
«همه احمق هستند» (به انگلیسی: Everybody's Fool) ترانه‌ای از گروهٔ موسیقی راک آمریکایی اونسنس می‌باشد که در نخستین آلبوم آن‌ها تحت عنوان ساقط قرار دارد و در ۳۱ مهٔ سال ۲۰۰۴ به‌عنوان چهارمین و آخرین تک‌آهنگ این آلبوم از سوی وایند-آپ رکوردز منتشر گردید. ایمی لی این ترانه را در سال ۱۹۹۹ درمورد ترویج آرمان‌های کمال‌گرایانهٔ غیر واقع بینانه و بیش از حد جنسی صنعت موسیقی که با تأثیرات زیان‌آور روی انتظارات و تصورات فردی جوانان همراه هستند، نوشت.